# Павлов, Юрий Николаевич (Герой Советского Союза)

Табличка на доме в Алма-Ате, в котором прожил последние годы жизни Герой Советского Союза Ю. Н. Павлов

Юрий Николаевич Павлов (1922—2003) — старший лейтенант Советской Армии, участник Великой Отечественной войны, Герой Советского Союза (1944).

## Биография
Родился 16 февраля 1922 года в китайском городе Урумчи.
После окончания семи классов школы работал на Карагандинской ЦЭС.
В июне 1941 года Павлов был призван на службу в Рабоче-крестьянскую Красную Армию. В 1942 году он окончил Алма-Атинское пехотное училище. С ноября 1943 года — на фронтах Великой Отечественной войны.
К марту 1944 года лейтенант Юрий Павлов командовал ротой 929-го стрелкового полка 254-й стрелковой дивизии 52-й армии 2-го Украинского фронта. Отличился во время освобождения Румынии. 30 марта 1944 года рота Павлова прорвала немецкую оборону в долине реки Прут и приняла активное участие в освобождении населённого пункта Кырпици (ныне — Виктория в 12 километрах к северу от Ясс). В ходе дальнейшего наступления рота Павлова переправилась через реку Жижия и, захватив важную высоту, отразила семь немецких контратак.
Указом Президиума Верховного Совета СССР от 13 сентября 1944 года лейтенант Юрий Павлов был удостоен высокого звания Героя Советского Союза с вручением ордена Ленина и медали «Золотая Звезда».
В 1946 году в звании старшего лейтенанта Павлов был уволен в запас.
Проживал и работал в Алма-Ате. Окончил партийную школу при ЦК КП Казахской ССР.
Умер 6 июня 2003 года, похоронен на Центральном кладбище города Алма-Аты.
Был также награждён орденом Отечественной войны 1-й степени и рядом медалей.

## Память
- Имя Героя Советского Союза Ю. Н. Павлова носит средняя школа № 35 города Караганда[1].